# Parigi-Camembert
La Parigi-Camembert (fr. Paris-Camembert) è una corsa in linea maschile di ciclismo su strada che si svolge in Francia, ogni anno in aprile. Dal 2005 fa parte del circuito UCI Europe Tour, come prova di classe 1.1; è inoltre inserita nel calendario della Coppa di Francia.
La prima edizione fu nel 1934, con il nome di Parigi-Vimoutiers, prima di chiamarsi dal 1943 Parigi-Camembert.

## Percorso
Parte dalla città di Magnanville, situata nelle Yvelines presso Mantes-la-Jolie, a 60 km a ovest di Parigi, per arrivare a Vimoutiers, situata nel dipartimento dell'Orne e la regione della Bassa Normandia.
Si sviluppa per oltre 200 km e presenta un finale difficile con sette strappi dal 9 al 17% di pendenza negli ultimi 80 chilometri.

## Albo d'oro
Aggiornato all'edizione 2025. In corsivo le 3 edizioni non ufficiali.
| Anno              | Vincitore                 | Secondo              | Terzo                |
| Parigi-Vimoutiers | Parigi-Vimoutiers         | Parigi-Vimoutiers    | Parigi-Vimoutiers    |
| ----------------- | ------------------------- | -------------------- | -------------------- |
| 1934              | Louis Thiétard            | Alexandre Hamelin    | Robert Gonnet        |
| 1935              | Marcel Bat                | Marcel Briens        | Ernest Neuhard       |
| 1936              | Yvon Marie                | Léon Level           | Roger Kalmes         |
| 1937              | André Auville             | Raymond Lemarie      | Paul-René Corallini  |
| 1938              | Jean-Marie Goasmat        | Raymond Louviot      | Roger Pieteraerents  |
| 1939              | Pierre Cloarec            | Charles Berty        | Raymond Lemarie      |
| 1940-41           | non disputata             | non disputata        | non disputata        |
| 1942              | Joseph Goutourbe          | Guillaume Godere     | Maurice Bocquet      |
| Parigi-Camembert  |                           |                      |                      |
| 1943              | Victor Cosson             | Lucien Boda          | Camille Danguillaume |
| 1944              | Maurice De Muer           | Giuseppe Tacca       | Léon Level           |
| 1945              | non disputata             | non disputata        | non disputata        |
| 1946              | Paul Neri                 | Joseph Soffietti     | Amédée Rolland       |
| 1947              | Robert Dorgebray          | Roger Chupin         | René Barret          |
| 1948              | Raoul Rémy                | Lucien Teisseire     | Jean Baldassari      |
| 1949              | Jean Rey                  | Jean De Lille        | René Lauk            |
| 1950              | Ange Le Strat             | Camille Clerambosq   | Robert Dorgebray     |
| 1951              | Jean Baldassari           | Roger Creton         | Robert Varnajo       |
| 1952              | Robert Varnajo            | Edouard Muller       | Charles Coste        |
| 1953              | Jean Guéguen              | Emile Guerinel       | Gilbert Bauvin       |
| 1954              | Gilbert Bauvin            | Serge Blusson        | Jean Guéguen         |
| 1955              | Jean-Marie Cieleska       | Fernand Picot        | Henri Gremeau        |
| 1956              | René Fournier             | Louison Bobet        | Attilio Redolfi      |
| 1978              | Joseph Groussard          | René Fournier        | Francis Siguenza     |
| 1958              | Nicolas Barone            | Pierre Le Don        | Gérard Saint         |
| 1959              | Nicolas Barone            | Orpheé Meneghini     | Jean Bourlès         |
| 1960              | Joseph Groussard          | Pierre Ruby          | Camille Le Menn      |
| 1961              | Jean-Claude Annaert       | François Mahé        | Fernand Delort       |
| 1962              | Piet Rentmeester          | Seamus Elliott       | Marc Huiart          |
| 1963              | Jacques Simon             | Seamus Elliott       | Christian Hamelin    |
| 1964              | Arie Den Hartog           | Rudi Altig           | Jan Janssen          |
| 1965              | Pierre Everaert           | Camille Le Menn      | Lucien Aimar         |
| 1966              | Désiré Letort             | Jean Graczyk         | Wim De Jager         |
| 1967              | Georges Chappe            | Robert Hagmann       | Christian Leduc      |
| 1968              | Harry Steevens            | Maurice Izier        | Jean Dumont          |
| 1969              | Raymond Riotte            | Georges Chappe       | Michel Perin         |
| 1970              | Georges Chappe            | Ceest Rentmeester    | Jan Frijters         |
| 1971              | Gérard Moneyron           | Jacques Botherel     | Jacques Cadiou       |
| 1972              | José Catieau              | Patrick Sercu        | Christian Raymond    |
| 1973              | Régis Delépine            | Alain Santy          | André Mollet         |
| 1974              | Alain Santy               | Hennie Kuiper        | Jacques Botherel     |
| 1975              | Raymond Martin            | Joël Hauvieux        | Bernard Thévenet     |
| 1976              | Bernard Hinault           | Jacques Esclassan    | André Gevers         |
| 1977              | Hubert Linard             | René Bittinger       | Patrick Mauvilly     |
| 1978              | Joop Zoetemelk            | Jean-René Bernaudeau | Jacques Esclassan    |
| 1979              | Raymond Martin            | Hubert Linard        | Bernard Vallet       |
| 1980              | Pierre-Raymond Villemiane | Michel Demeyere      | Jean-Louis Gauthier  |
| 1981              | Guy Gallopin              | Jean Chassang        | Jan Nevens           |
| 1982              | Christian Jourdan         | Serge Beucherie      | Marc Gomez           |
| 1983              | Christian Jourdan         | Jacques van Meer     | Raymond Martin       |
| 1984              | Hubert Linard             | Kim Andersen         | Bruno Cornillet      |
| 1985              | Martial Gayant            | Vicent Barteau       | Christophe Lavainne  |
| 1986              | Kim Andersen              | Laurent Fignon       | Thierry Marie        |
| 1987              | Mathieu Hermans           | Jean-René Bernaudeau | Jean-Claude Colotti  |
| 1988              | Laurent Fignon            | Bruno Cornillet      | Jean-Claude Leclercq |
| 1989              | Andreas Kappes            | Sammie Moreels       | Pascal Dubois        |
| 1990              | Thierry Marie             | Vincent Barteau      | John Van den Akker   |
| 1991              | Brian Holm                | Olaf Lurvik          | Jesus Blanco-Villar  |
| 1992              | Patrice Esnault           | Maximilian Sciandri  | Luc Leblanc          |
| 1993              | Oleg Kozlitin             | Andrew Hampsten      | Laurent Bezault      |
| 1994              | Armand de Las Cuevas      | Charly Mottet        | Laurent Brochard     |
| 1995              | Andrej Čmil'              | Laurent Brochard     | Michel Van Haecke    |
| 1996              | Adriano Baffi             | Didier Rous          | Federico Colonna     |
| 1997              | Mauro Gianetti            | Vjačeslav Ekimov     | Pascal Hervé         |
| 1998              | Pascal Lino               | Arnaud Prétot        | Rodolfo Massi        |
| 1999              | Fabiano Fontanelli        | Max van Heeswijk     | David Moncoutié      |
| 2000              | Didier Rous               | Lance Armstrong      | Igor Flores          |
| 2001              | Laurent Brochard          | David Millar         | Scott Sunderland     |
| 2002              | Marcus Ljungqvist         | Ludovic Turpin       | Sandy Casar          |
| 2003              | Laurent Brochard          | Carlos Torrent       | Nicolas Vogondy      |
| 2004              | Franck Bouyer             | Thomas Löfkvist      | Johan Coenen         |
| 2005              | Laurent Brochard          | Brett Lancaster      | Sandy Casar          |
| 2006              | Anthony Geslin            | Cédric Coutouly      | Charels Guilbert     |
| 2007              | Sébastien Joly            | Anthony Charteau     | Benoît Vaugrenard    |
| 2008              | Alejandro Valverde        | Jérôme Pineau        | Benoît Vaugrenard    |
| 2009              | Jimmy Casper              | Romain Feillu        | Aleksandr Efimkin    |
| 2010              | Sébastien Minard          | Maxime Mederel       | Laurent Mangel       |
| 2011              | Sandy Casar               | Romain Hardy         | Julien Antomarchi    |
| 2012              | Pierre-Luc Périchon       | Cyril Bessy          | Jean-Marc Bideau     |
| 2013              | Pierrick Fédrigo          | Sylvain Georges      | Pierre Rolland       |
| 2014              | Bryan Coquard             | Samuel Dumoulin      | Laurent Pichon       |
| 2015              | Julien Loubet             | Pierrick Fédrigo     | Samuel Dumoulin      |
| 2016              | Cyril Gautier             | Anthony Delaplace    | Romain Feillu        |
| 2017              | Nacer Bouhanni            | Samuel Dumoulin      | Kévin Réza           |
| 2018              | Lilian Calmejane          | Valentin Madouas     | Andrea Vendrame      |
| 2019              | Benoît Cosnefroy          | Pierre-Luc Périchon  | Quentin Jauregui     |
| 2020              | Dorian Godon              | Maurits Lammertink   | Nacer Bouhanni       |
| 2021              | Dorian Godon              | Pierre-Luc Périchon  | Geoffrey Bouchard    |
| 2022              | Anthony Delaplace         | Valentin Ferron      | Thibault Ferasse     |
| 2023              | Valentin Ferron           | Ewen Costiou         | Fredrik Dversnes     |
| 2024              | Benoît Cosnefroy          | Clément Venturini    | Alexandre Delettre   |
| 2025              | Lander Loockx             | Paul Seixas          | Louis Barré          |